# Tamara Kmezić
Tamara Kmezić est une joueuse de volley-ball serbe née le 18 janvier 1991 à Vukovar (Croatie). Elle mesure 1,97 m et joue au poste d'attaquante. 

## Clubs
| Club               | De        | À         |
| ------------------ | --------- | --------- |
| ŽOK Spartak        | 2005-2006 | 2009-2010 |
| OK Kamnik          | 2010-2011 | 2011-2012 |
| OK Vital           | 2012-2013 | 2012-2013 |
| OK Valjevo         | 2014-2015 | 2014-2015 |
| MTK Budapest       | 2015-2016 | 2015-2016 |
| LiigaPloki         | 2016-2017 | 2016-2017 |
| Iriga City Oragons | 2017-2018 | 2017-2018 |
| BVK Bratislava     | 2018-2019 | …         |

## Palmarès
- Championnat de Slovénie
  - Finaliste : 2011, 2012.
- Coupe de Slovénie
  - Finaliste : 2011, 2012.
- Coupe de Slovaquie
  - Finaliste : 2019.
- Championnat de Slovaquie
  - Finaliste : 2019.